# وینلاک (دهانه)
وینلاک یک دهانه برخوردی در ماه‌ است.

## دهانه‌های اقماری
این دهانه ۲ دهانه اقماری دارد.
| Winlock | عرض جغرافیایی | طول جغرافیایی | قطر          |
| ------- | ------------- | ------------- | ------------ |
| M       | ۳۲.۳° N       | ۱۰۶.۰° W      | ۶۸.۰ کیلومتر |
| W       | ۳۷.۲° N       | ۱۰۷.۴° W      | ۲۱.۰ کیلومتر |